# Квітлавак

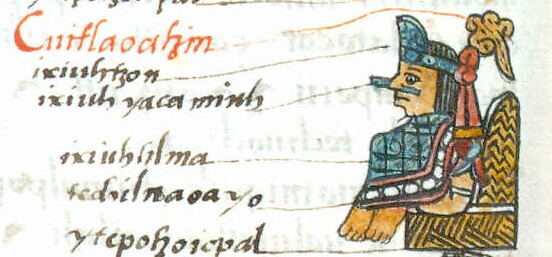
Квітлавак

Квітла́вак (науатль Cuitlāhuac, МФА: [kʷiˈt͡ɬaːwak]; 1476-1520) — з 1499/1500 до 1520 року володар Істапалану як Квітлавак II, після цього 10-й тлатоані Теночтітлану у 1520 році (липень-жовтень).

## Життєпис
Був сином Ашаякатля та Хочиквеєль, доньки Квітлавака I, володаря міста Істапалапана. Спочатку був володарем міста Істапалапана, який отримав від свого діда.
З моменту окупації Теночтітлану військами Ернана Кортеса став заручником іспанських загарбників. Проте у червні 1520 року його відпустили за порадою його брата Монтесуми II, сподіваючись, що Квітлавак вгамує незадоволених ацтеків. Проте він очолив повстання у Теночтітлані.
Незабаром, 30 червня 1520 року, іспанців та їхніх союзників вигнали з долини Мехіко. Втрати їх були: 600 іспанців, 2000 воїнів Тласкали, усі гармати та награбоване золото. Разом з тим Квітлаваку не вдалося завадити відступу Кортеса з Теночтітлану. Це дозволило іспанцям знову зібрати свої сили й вже 7 липня 1520 року біля селища Отумба повністю знищили ацтецьку армію. Після цієї перемоги Кортес відійшов до Тласкали, де отримав підкріплення.
У свою чергу Квітлавак, який тоді ж офіційно посів трон, намагався накопити значні сили, відновити мирні угоди та встановити дружні стосунки із Тласкалою та тарасками. Але останні відмовили у підтримці.
Ернан Кортес застосував нову стратегію, за якою поступово захоплював міста навколо Теночтітлану. У цей час Квітлавак помер від натуральної віспи, яку принесли іспанці.

## Родина
Син — Івецатоцин